# 新田 (亞利桑那州)
紐菲爾德（英語：Newfield）是位於美國亞利桑那州皮馬縣的一個非建制地區。該地的面積和人口皆未知。

## 地理
紐菲爾德的座標為31°32′51″N 111°44′00″W / 31.54750°N 111.73333°W，而該地的平均海拔高度為816米（即2677英尺）。